# Râul Râmna, Putna
Râul Râmna este un curs de apă, afluent al râului Putna.